# 烏苗特區

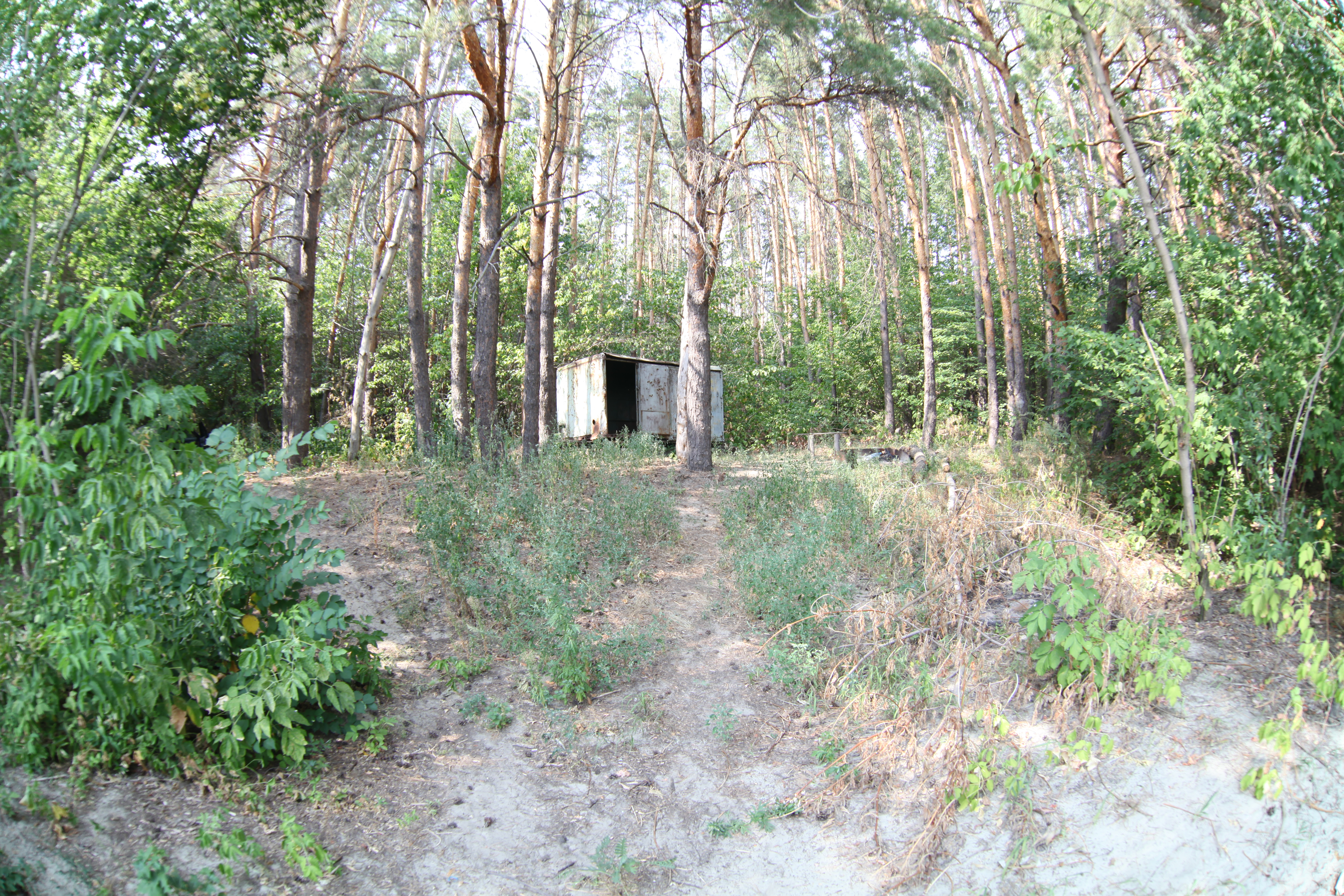

52°34′02″N 42°58′34″E / 52.56722°N 42.97611°E
烏苗特區（俄语：Умётский район），是俄羅斯的一個區，位於該國西部，由坦波夫州負責管轄，面積1,097平方公里，2010年該區人口12,044，人口密度每平方公里10.98人。